# Flagada (album)
Pour les articles homonymes, voir Flagada.
Albums de Henri Dès
La Petite Charlotte
(1979) L'Âne blanc
(1982)
Flagada est le troisième album pour enfants d'Henri Dès sorti en 1980.
Disque d'or (25 000 exemplaires vendus en quatre mois en France, en Suisse et en Belgique), il reçoit le Grand prix de l'Académie Charles-Cros dans la catégorie disques pour enfants et le Grand prix de l'Académie française du disque en 1981.

## Liste des chansons
1. Faire de la musique
2. Quand j'entends la pluie
3. Flagada
4. Petit Jeannoton
5. Lisette
6. Papier, ribouldingue et punaise
7. Une marguerite
8. On ne verra jamais
9. Chanson pour mon chien
10. Des sous des sous
11. Mon hippopotame
12. La marche des chapeaux
13. Mon ami le poisson